# كلايد سامرز
كلايد سامرز (بالإنجليزية: Clyde Summers)‏ هو كاتب أمريكي، ولد في 21 نوفمبر 1918 في غراس رانج في الولايات المتحدة، وتوفي في 30 أكتوبر 2010 في Germantown, Philadelphia ‏ في الولايات المتحدة.